# Cary Elwes
Ivan Simon Cary Elwes (ur. 26 października 1962 w Londynie) – brytyjski aktor i producent filmowy.

## Życiorys

### Wczesne lata
Ma pochodzenie jugosłowiańskie. Urodził się w rodzinie rzymskokatolickiej jako najmłodszy z trzech synów Tessy Kennedy i malarza Dominica Elwesa. Ma dwóch starszych braci – Cassiana (ur. 7 sierpnia 1959) i Damiana (ur. 10 sierpnia 1960). W 1968, mając sześć lat zadebiutował na scenie w spektaklu Robin Hood. W 1975, kiedy miał trzynaście lat, zmarł jego ojciec i matka ponownie wyszła za mąż za Elliotta Kastnera, producenta filmowego m.in. dreszczowca Alana Parkera Harry Angel. Ma przyrodniego brata Dillona i przyrodnią siostrę Milicę (ur. 1971).
Po ukończeniu londyńskiej High School Harrow, w 1981 przeniósł się do Stanów Zjednoczonych, gdzie uczył się aktorstwa w Sarah Lawrence College w Bronxville, w stanie Nowy Jork. Studiował w Actors Studio i Lee Strasberg Theatre and Film Institute.

### Kariera
Po raz pierwszy wystąpił na dużym ekranie w adaptacji powieści Jackie Collins Wczorajszy bohater (Yesterday’s Hero, 1979) z Ianem McShane i Suzanne Somers. W 1981 debiutował na nowojorskiej scenie Greengate Theatre w sztuce Equus.
Po występie w melodramacie Inny kraj (Another Country, 1984) u boku Ruperta Everetta i Colina Firtha oraz komedii sportowej Jankes na Oksfordzie (Oxford Blues, 1984) z Robem Lowe i Julianem Sandsem, wcielił się w postać Guilforda Dudleya, który poślubił Jane Grey (Helena Bonham Carter) w kostiumowym dramacie historycznym Lady Jane (1986). Uznanie zdobył rolą Westleya, heroicznego adoratora księżniczki Buttercup (Robin Wright) w baśniowym filmie Roba Reinera Narzeczony księżniczki (The Princess Bride, 1987).
Wystąpił jako kierowca rajdowy i konkurent głównego bohatera granego przez Toma Cruise w dramacie sensacyjnym Tony’ego Scotta Szybki jak błyskawica (Days of Thunder, 1990), zagrał romantycznego rywala podporucznika w farsie Hot Shots! (1991), pojawił się w roli Robin Hooda w komedii Mela Brooksa Robin Hood: Faceci w rajtuzach (Robin Hood: Men in Tights, 1993). W dreszczowcu Zauroczenie (The Crush, 1993) zagrał rolę dziennikarza, który uwiódł 14-letnią dziewczynę (Alicia Silverstone).
Wystąpił w miniserialu HBO Z Ziemi na Księżyc (From the Earth to the Moon, 1998) w roli astronauty Michaela Collinsa, a w biograficzno-historycznym filmie telewizyjnym CBS Jan Paweł II (2005) jako Karola Wojtyła w młodości. W 2002 grał w produkcji off-broadwayowskiej The Exonerated.

## Życie prywatne
W 1991 po raz pierwszy spotkał się z fotografką Lisą Marie Kurbikoff (ur. 1971), z którą w dniu 12 grudnia 1997 w Paryżu się zaręczył i tworzył nieformalny związek. Wzięli ślub w 2000. Mają córkę Dominique (ur. 24 kwietnia 2007).

## Filmografia

### Filmy fabularne
- 1979: Wczorajszy bohater (Yesterday’s Hero) jako tancerz disco
- 1984: Jankes na Oksfordzie (Oxford Blues) jako Lionel
- 1984: Inny Kraj (Another Country) jako James Harcourt
- 1985: Oblubienica Frankensteina (The Bride) jako kapitan Josef Schoden
- 1986: Lady Jane jako Guilford Dudley
- 1987: Maschenka jako Ganin
- 1987: Narzeczona dla księcia (The Princess Bride) jako Westley
- 1988: Balanga na autostradzie (Never on Tuesday) jako kierowca ciężarówki
- 1989: Chwała (Glory) jako major Cabot Forbes
- 1990: Szybki jak błyskawica (Days of Thunder) jako Russ Wheeler
- 1991: Hot Shots! jako podporucznik Kent Gregory
- 1992: Dracula jako lord Arthur Holmwood
- 1992: Szkarłatny pilot (Kurenai no buta) jako Curtis (głos; wersja ang.)
- 1992: Skórzane kurtki (Leather Jackets) jako Dobbs
- 1993: Zauroczenie (The Crush) jako Nick Elliot
- 1993: Robin Hood: Faceci w rajtuzach (Robin Hood: Men in Tights) jako Robin Hood
- 1994: Pościg (The Chase) jako Steve Horsegroovy
- 1994: Księga dżungli (The Jungle Book) jako kapitan William Boone
- 1995: Szept serca (Mimi wo Sumaseba) jako baron (głos; wersja ang.)
- 1996: Twister jako dr Jonas Miller
- 1997: Kolekcjoner (Kiss the Girls) jako detektyw Nick Ruskin
- 1997: Ostatni przyjaciel (The Informant) jako porucznik David Ferris
- 1997: Kłamca, kłamca (Liar Liar) jako Jerry
- 1998: Magiczny miecz – Legenda Camelotu (Quest for Camelot) jako Garrett (głos)
- 1999: Cradle Will Rock jako John Houseman
- 2000: Cień wampira (Shadow of the Vampire) jako Fritz Wagner
- 2001: Zakazana namiętność (The Cat's Meow) jako Thomas Ince
- 2002: Narzeczona dla kota (Neko no ongaeshi) jako baron (głos; wersja ang.)
- 2002: Zgiń, przepadnij! (Wish You Were Dead) jako Mac 'Macbeth' Wilson
- 2002: Comic Book Villains jako Carter
- 2004: Taśmy zbrodni (American Crime) jako Albert Bodine
- 2004: Ella zaklęta (Ella Enchanted) jako książę regent Edgar
- 2004: Piła (Saw) jako dr Lawrence Gordon
- 2005: Edison jako D.A. Jack Reigert
- 2005: Solo jako Jim
- 2005: Neo Ned jako dr Magnuson
- 2006: Dziewczyna z fabryki jako Sam Green
- 2006: W krzywym zwierciadle: Kłopoty z Frankiem (Pucked) jako Norman
- 2007: Walk the Talk jako Erik
- 2007: Psych: 9 jako dr Clement
- 2007: Twarda sztuka (Georgia Rule) jako Arnold
- 2009: Opowieść wigilijna
- 2010: Piła VII (Saw VII 3D) jako dr Lawrence Gordon
- 2011: Sex story (No Strings Attached) jako dr Metzner

### Filmy TV
- 1998: Wojny w Pentagonie (The Pentagon Wars) jako podpułkownik James Burton
- 2000: Wyścig z czasem (Race Against Time) jako Burke
- 2001: Powstanie (Uprising) jako Fritz Hippler
- 2004: Morderca znad Green River (The Riverman) jako Ted Bundy
- 2005: Jan Paweł II (Pope John Paul II) jako młody Karol Wojtyła
- 2006: Haskett's Chance

### Seriale TV
- 1996: Kroniki Seinfelda (Seinfeld) jako David
- 1998: Pinky i Mózg (Pinky and the Brain) jako reżyser (głos)
- 1998: Z Ziemi na Księżyc (From the Earth to the Moon) jako astronauta Michael Collins
- 1999: Batman – 20 lat później (Batman Beyond) jako Paxton Powers (głos)
- 1999: Po tamtej stronie (Outer Limits) jako dr John York
- 1999: Hercules jako Parys z Troi (głos)
- 2001: Z Archiwum X (The X Files) jako Brad Follmer, zastępca dyrektora
- 2001: Niebezpieczne wizje (Dangerous Visions) jako Gerald
- 2002: Z Archiwum X (The X Files) jako Brad Follmer, zastępca dyrektora
- 2007: Prawo i bezprawie (Law & Order: Special Victims Unit) jako Sidney Truex